# سانت أندريا دي كونزا
سانت أندريا دي كونزا هي كومونا (بلديه) في مقاطعة أفلينيو وكامبانيا في إيطاليا.